# Fundia
Fundia AB var ett svenskt stålföretag, som var inriktat på armeringsjärn och annat handelsstål.
I samband med omstruktureringen inom svensk stålindustri i början av 1980-talet gick Halmstads järnverk samman med Qvarnshammar och Forsbacka. Det fusionerade företagets omsättning var 1983 629 miljoner kronor och antalet anställda omkring 900. År 1988 gick Halmstads Järnverk samman med Smedjebacken-Boxholm Stål AB och bildade Fundia AB. Fundia gick i sin tur 1991 samman med Norsk Jernverk A/S och finländska Dalsbruk Oy.
Finländska Rautaruukki Oy och Norsk Jern Holding A/S köpte Fundia 1991. År 1996 blev Fundia ett helägt dotterbolag till Rautaruukki. Finvalsverket och tillverkningen av armeringsjärn i Smedjebacken lades ned och flyttades till systerföretaget Fundia Armering i Mo i Rana. Rautaruukki köptes av SSAB.
Fundia Armering såldes 2006 till den spanska företaget Celsa Group och bytte 2007 namn till Celsa Steel Service AS. Verksamheten i Smedjebacken samt Forsbacka köptes av Ovako.

## Fastighetsföretaget Fundia
Fundia AB är sedan 2021 namnet på ett nystartat mindre fastighetsbolag med säte i Karlskrona. Bolaget ingår i Darelli-gruppen.